# 大仁中央インターチェンジ
大仁中央インターチェンジ（おおひとちゅうおうインターチェンジ）は、静岡県伊豆の国市田京にある修善寺道路のインターチェンジである。伊豆中央道と修善寺道路は本線で直結している。なお、大仁中央ICからの修善寺道路は自動車専用道路であるため、伊豆中央道方面から来た自転車、軽車両及び排気量が125cc以下のオートバイ（小型二輪車）は当ICで降りる必要がある（ただし、側車付登録を受けた原動機付自転車は自動二輪車扱いとなるため通行可能）。また、当ICを降りてすぐに休憩施設として道の駅伊豆のへそ、複合リゾート施設「IZU VILLAGE」がある。

## 歴史
- 1988年（昭和63年）：伊豆縦貫自動車道修善寺工区（5,207 m）事業化
- 1989年（平成元年）8月8日：基本計画区間策定（大仁町 - 天城湯ヶ島町）、整備計画区間策定（大仁町 - 修善寺町）
- 1998年（平成10年）3月26日：熊坂IC - 大仁中央IC間開通に伴い供用開始

## 接続する道路
- 国道414号

## 周辺
- IZU VILLAGE（旧IZU・WORLD みんなのHawaiians・伊豆洋らんパーク）
- 道の駅伊豆のへそ
- 伊豆の国市立中央図書館（旧大仁図書館）
- 伊豆中央警察署
- 伊豆保健医療センター
- 伊豆の国市役所大仁庁舎
- 伊豆箱根鉄道駿豆線田京駅
- 広瀬神社
- 伊豆の国市立大仁小学校
- 狩野川神島公園（川の駅「伊豆城山」）（旧神島運動公園）

## 隣
伊豆中央道
伊豆長岡IC - 大仁中央IC
修善寺道路
大仁中央IC - 大仁南IC（三島方面出入口）

## 参考資料
- 伊豆縦貫自動車道パンフレット、国土交通省中部地方整備局 沼津河川国道事務所、2019年4月1日